# Студентска унија Факултета за пословне студије
Студентска унија Факултета за пословне студије или СУФПС, основана 2006. године у Београду, је једина студентска организација на Факултету за пословне студије (ФПС), као и највећа студентска организација на Универзитет Мегатренду. 

## О унији
Унија је основана 17. фебруара 2006. године од стране групе студената ФПС-а као нестраначко, невладино, непрофитно и волонтерско друштво. На XIV редовној Скупштини Студентске уније Србије одржаној од 15 - 17. децембра 2006. године примљена је у придружено чланство СУСа без и једног гласа против.
Циљ оснивања СУФПС био је да се заштите права и интереси студената ФПС-а, подржи и спроведе студентска партиципацију у формирању Студентског парламента, побољша положај студената и факултета у друштву, унапреди углед факултета и универзитета, унапреди процес практичне наставе, изгради добар однос студената са управом факултета и тд.
СУФПС је независна организација коју воде студенти.

## Издавачка делатност
Студентска унија Факултета за пословне студије је током 2007. године издала 3 броја Билтена СУФПС, један у електронској форми и два у штампаној. 
У првој половини 2008. године билтен прераста у часопис ΩМЕГА који представља нову, унапређену и оплемењену верзију Билтена СУФПС. Часопис ΩМЕГА се бави темама повезаним са животом студената, актуелностима на факултету, културом, забавом, музиком, туризмом и многим другим занимљивостима. Први број часописа ΩМЕГА издат је 3. јуна 2008. године. Часопис се издаје квартално (на свака 3 месеца).
Крајем 2008. СУФПС је покренула и електронско издање часописа под називом електрОмега. Први број часописа изашао је 29. децембра 2008. године, а часопис се издаје 2 пута месечно. Кратке је форме и садржајно покрива период дешавања између два броја штампаног часописа ΩМЕГА који је садржајнији обрађује већи број различитих тема.

## Организациона структура
Организациону структуру уније чине: Извршни одбор - који управља унијом, Надзорни одбор - који прати регуларност рада и чланство које се из године у годину мења. Сви чланови уније чине скупштину уније која бира чланове извршног и надзорног одбора. 